# 浅見雅一
浅見 雅一（あさみ まさかず、1962年 - ）は、日本の歴史学者。慶應義塾大学文学部教授。専門はキリシタン史。

## 略歴
東京都出身。
1987年慶應義塾大学文学部史学科卒業。1990年同大学院文学研究科修士課程修了。
東京大学史料編纂所助手、同助教授、ハーバード大学客員研究員などを経て、2003年慶應義塾大学文学部助教授、2007年准教授、2011年教授。妻は『細川ガラシャ キリシタン史料から見た生涯』等の著書がある研究者安廷苑（あん じょんうぉん）。

## 研究業績

### 著書
- 『キリシタン時代の偶像崇拝』（東京大学出版会、2009年）ISBN 9784130266055
- 『フランシスコ・ザビエル 東方布教に身をささげた宣教師』（山川出版社、2011年）ISBN 9784634548442
- 『概説キリシタン史』（慶應義塾大学出版会、2016年）
- 『キリシタン教会と本能寺の変』(KADOKAWA、2020年)

### 共著・共編著
- 『韓国とキリスト教』（安廷苑共著、中央公論新社、2012年）
- 『キリスト教と寛容　中近世の日本とヨーロッパ』（慶應義塾大学出版会、2019年）ISBN 9784766425871

### 論文
- 浅見雅一,1990,「教会史料を通してみた張献忠の四川支配」三田史学会『史学』 59(2・3), p219-261
- 浅見雅一,1996,「中国におけるイエズス会士の任官問題」三田史学会『史学』65(4), 357-382
- 浅見雅一,1999,「アントニオ・デ・ゴヴェアの中国史研究について」三田史学会『史学』 68(3・4), 225-251
- 浅見雅一,2000,「キリシタン時代における偶像崇拝について」三田史学会『史学』70(1), 1-35
- 浅見雅一,2002,「イエズス会日本関係史料の編纂について--イエズス会歴史研究所と東京大学史料編纂所」『東京大学史料編纂所研究紀要』 (12), 119-128
- 浅見雅一,2002,「キリシタン時代における日本書翰集の編纂と印刷」三田史学会『史学』71(4), 479-516
- 浅見雅一,2003,「中国第一歴史档案館所蔵の前近代日本関係档案について」『東京大学史料編纂所研究紀要』 (13), 165-175